# Torneo Apertura 2016 (Venezuela)
El Torneo Apertura es el primero de los dos torneos de la Primera División de Venezuela 2016 de la primera división venezolana de fútbol.

## Sistema de competición
El torneo se juega con el formato todos contra todos en una rueda de 19 fechas, en los que participan veinte equipos.  Los mejores ocho de la primera ronda clasifican a una liguilla, con enfrentamientos de ida y vuelta, para definir al Campeón. Los campeones de los dos torneos (Apertura y Clausura) se enfrentan en una final a partidos de ida y vuelta para definir al Campeón Nacional quien se lleva el título de liga es decir, la estrella de la temporada.
El equipo campeón del Torneo Apertura 2016 clasifica para la Copa Libertadores 2017 y el subcampeón clasifica para la Copa Sudamericana 2016.
Todo lo concerniente a un empate de puntos al finalizar el Torneo entre dos clubes, se dilucidará en favor del Club que ganó el encuentro jugado entre ambos; y de haber un empate en el enfrentamiento, en favor del Club que tenga mejor diferencia de goles a favor. Si persiste, se tomará en cuenta quien haya marcado más goles a favor; Si el empate es entre tres o más clubes, se define en favor del Club que tenga más puntos obtenidos solo entre los cruces de los clubes involucrados.

## Datos Generales

### Ascensos y descensos
| Pos. | Descendidos de 1ª División 2015 |
| ---- | ------------------------------- |
| 19.º | Metropolitanos FC               |
| 20.º | Tucanes de Amazonas             |

| Pos. | Ascendidos de 2ª División 2015 |
| ---- | ------------------------------ |
| 1.º  | Monagas SC                     |
| 2.º  | Deportivo JBL del Zulia        |

### Información de los equipos
| Club                                     | Ciudad         | Entrenador            | Estadio                      | Capacidad | Indumentaria        | Patrocinador Principal                                |
| ---------------------------------------- | -------------- | --------------------- | ---------------------------- | --------- | ------------------- | ----------------------------------------------------- |
| Deportivo Lara                           | Cabudare       | Alí Cañas             | Metropolitano de Cabudare    | 45.312    | Adidas              | SoloDeportes                                          |
| Aragua Fútbol Club                       | Maracay        | Juvencio Betancourt   | Giuseppe Antonelli           | 5.000     | New Arrival         | Gobierno Bolivariano de Aragua                        |
| Atlético Venezuela                       | Caracas        | Manuel Plasencia      | Brígido Iriarte              | 10.000    | Adidas              |                                                       |
| Carabobo Fútbol Club                     | Carabobo       | Marcos Mathías        | Polideportivo Misael Delgado | 10.400    | Adidas              | Gobierno Bolivariano de Carabobo                      |
| Caracas Fútbol Club                      | Caracas        | Antonio Franco        | Olímpico de la UCV           | 24.900    | Adidas              | Maltín Polar                                          |
| Deportivo Anzoategui                     | Barcelona      | Nicolás Larcamón      | José Antonio Anzoátegui      | 40.000    | Skyros              | Gobierno Bolivariano de Anzoategui                    |
| Deportivo JBL del Zulia                  | Maracaibo      | Frank Flores          | José Encarnación Romero      | 40.000    | JBL Sports          | Brava Lubricants                                      |
| Deportivo La Guaira                      | Caracas        | Leonardo González     | Olímpico de la UCV           | 24.900    | Adidas              | Traki                                                 |
| Deportivo Táchira                        | San Cristóbal  | Carlos Maldonado      | Pueblo Nuevo                 | 38.755    | Adidas              | JHS Grupo                                             |
| Estudiantes de Caracas                   | Caracas        | Charles López         | Brígido Iriarte              | 10.000    | Beethoven Sport     | Maltín Polar                                          |
| Estudiantes de Mérida                    | Mérida         | Raymond Páez          | Metropolitano de Mérida      | 42.200    | Academia Sport Wear | Gobierno Socialista de Mérida                         |
| Llaneros de Guanare                      | Guanare        | Jorge Pérez           | Rafael Calles Pinto          | 7.000     | No Tiene            | Portuguesa Socialista                                 |
| Mineros de Guayana                       | Ciudad Guayana | José "Chuy" Vera      | CTE Cachamay                 | 41.600    | Sport Jugados       | Gobernación de Bolívar Traki                          |
| Monagas SC                               | Maturín        | José "Patón" González | Monumental de Maturín        | 51.796    | Sport Jugados       | Gobernación de Monagas                                |
| Petare Fútbol Club                       | Caracas        | John Giraldo          | Olímpico de la UCV           | 24.900    | Xtrem               | LĒON Sport                                            |
| Portuguesa F.C.                          | Araure         | Renato Renauro        | José Antonio Páez            | 14.000    | Uhlsport            | / Gobernación de Portuguesa // Aceite Portuguesa / // |
| Trujillanos Fútbol Club                  | Valera         | Horacio Matuszyczk    | Estadio José Alberto Pérez   | 26.000    | Mundo Creativo      |                                                       |
| Ureña SC                                 | Ureña          | Ronaldi Contreras     | Pueblo Nuevo                 | 38.755    | Osmar               | Materiales La Unión                                   |
| Zamora Fútbol Club                       | Barinas        | Francesco Stifano     | Agustín Tovar                | 24.396    | Uhlsport            |                                                       |
| Zulia Fútbol Club                        | Maracaibo      | Juan Domingo Tolisano | José Encarnación Romero      | 42.000    | Sport Jugados       |                                                       |
| Datos actualizados el 7 de enero de 2016 |                |                       |                              |           |                     |                                                       |

### Estadios
| | Estadio Metropolitano de Cabudare                                                                        | |
| Monumental de Maturín Ciudad: Maturín Capacidad: 51.796 Club: Monagas SC                                      | Estadio Metropolitano de Cabudare Ciudad: Cabudare Capacidad: 45.312 Club: Deportivo Lara                | Estadio Metropolitano de Mérida Ciudad: Mérida Capacidad: 42,200 Club: Estudiantes de Mérida                  |
| | | |
| Estadio Cachamay Ciudad: Ciudad Guayana Capacidad: 41,600 Club: Mineros de Guayana                            | Estadio José Antonio Anzoátegui Ciudad: Puerto La Cruz Capacidad: 40,000 Club: Deportivo Anzoategui S.C. | Estadio José Encarnación Romero Ciudad: Maracaibo Capacidad: 40,000 Club: Zulia FC, Deportivo JBL del Zulia   |
| | | |
| Polideportivo de Pueblo Nuevo Ciudad: San Cristóbal Capacidad: 42,500 Club: Deportivo Táchira, Ureña SC       | Estadio José Alberto Pérez Ciudad: Valera Capacidad: 25,000 Club: Trujillanos FC                         | Estadio Olímpico de la UCV Ciudad: Caracas Capacidad: 24,900 Club: Caracas FC, Petare FC, Deportivo La Guaira |
| | | |
| Estadio Agustín Tovar Ciudad: Barinas Capacidad: 24,396 Club: Zamora FC                                       | Estadio José Antonio Páez Ciudad: Acarigua Capacidad: 14,000 Club: Portuguesa FC                         | Polideportivo Misael Delgado Ciudad: Valencia Capacidad: 10,400 Club: Carabobo FC                             |
| | | |
| Estadio Brígido Iriarte Ciudad: Caracas Capacidad: 10,000 Club: Atlético Venezuela, Estudiantes de Caracas SC | Rafael Calles Pinto Ciudad: Guanare Capacidad 7,000 Club: Llaneros de Guanare EF                         | Giuseppe Antonelli Ciudad: Maracay Capacidad: 5,000 Club: Aragua FC                                           |

## Localización
| Región                   | N.º | Equipos                                                                                    |
| ------------------------ | --- | ------------------------------------------------------------------------------------------ |
| Región Capital           | 5   | Atlético Venezuela, Caracas FC, Deportivo La Guaira, Estudiantes de Caracas SC y Petare FC |
| Región de los Andes      | 5   | Estudiantes de Mérida, Deportivo Táchira, Trujillanos FC, Ureña SC, y Zamora FC            |
| Región Centro Occidental | 3   | Deportivo Lara, Llaneros FC y Portuguesa FC                                                |
| Región Central           | 2   | Aragua y Carabobo FC                                                                       |
| Región Nor-Oriental      | 2   | Deportivo Anzoátegui SC y Monagas SC                                                       |
| Región Guayana           | 1   | CD Mineros de Guayana                                                                      |
| Región Zuliana           | 2   | Zulia FC y Deportivo JBL                                                                   |

## Tabla Apertura 2016
| Pos.                                     | Equipos                 | PJ | PG | PE | PP | GF | GC | Dif. | Pts.  |
| ---------------------------------------- | ----------------------- | -- | -- | -- | -- | -- | -- | ---- | ----- |
| 1.                                       | Zamora FC               | 19 | 12 | 4  | 3  | 39 | 18 | 21   | 40    |
| 2.                                       | Deportivo Táchira       | 19 | 11 | 5  | 3  | 27 | 13 | 14   | 38    |
| 3.                                       | Deportivo Anzoátegui    | 19 | 8  | 8  | 3  | 25 | 23 | 2    | 32    |
| 4.                                       | Deportivo La Guaira     | 19 | 8  | 6  | 5  | 28 | 22 | 6    | 30    |
| 5.                                       | Caracas FC              | 19 | 7  | 9  | 3  | 23 | 15 | 8    | 30    |
| 6.                                       | Mineros de Guayana      | 19 | 8  | 6  | 5  | 36 | 25 | 11   | 30    |
| 7.                                       | Aragua FC               | 19 | 7  | 8  | 4  | 27 | 22 | 5    | 29    |
| 8.                                       | Trujillanos FC          | 19 | 7  | 8  | 4  | 22 | 17 | 5    | 29    |
| 9.                                       | Zulia FC                | 19 | 7  | 7  | 5  | 25 | 21 | 4    | 28    |
| 10.                                      | Carabobo FC             | 19 | 7  | 6  | 6  | 27 | 22 | 5    | 27    |
| 11.                                      | Deportivo Lara          | 19 | 7  | 5  | 7  | 25 | 22 | 3    | 26    |
| 12.                                      | Deportivo JBL del Zulia | 19 | 8  | 2  | 9  | 23 | 20 | 3    | 26    |
| 13.                                      | Ureña SC                | 19 | 6  | 5  | 8  | 20 | 25 | -5   | 23    |
| 14.                                      | Estudiantes de Mérida   | 19 | 7  | 1  | 11 | 20 | 35 | -15  | 22    |
| 15.                                      | Portuguesa FC           | 19 | 3  | 10 | 6  | 17 | 21 | -4   | 19    |
| 16.                                      | Atlético Venezuela      | 19 | 4  | 7  | 8  | 22 | 28 | -6   | 19    |
| 17.                                      | Monagas SC              | 19 | 4  | 5  | 10 | 15 | 31 | -16  | 17    |
| 18.                                      | Llaneros de Guanare EF  | 19 | 3  | 7  | 9  | 12 | 25 | -13  | 16    |
| 19.                                      | Petare FC               | 19 | 3  | 6  | 10 | 11 | 24 | -13  | 15    |
| 20.                                      | Estudiantes de Caracas  | 19 | 2  | 7  | 10 | 19 | 34 | -15  | 13 }} |
| Última actualización: 7 de mayo de 2016. |                         |    |    |    |    |    |    |      |       |

|  |                                                                                          |
|  | Campeón Clasificado para la fase de grupos de la Copa Libertadores 2017                  |
|  | Finalista Clasificado para la primera fase de la Copa Sudamericana 2016 como Venezuela 3 |
|  | Zona de clasificación a los cuartos de final.                                            |
|  | Parcialmente eliminados.                                                                 |

### Evolución en la tabla de posiciones
| Equipo                  | Jornada | Jornada | Jornada | Jornada | Jornada | Jornada | Jornada | Jornada | Jornada | Jornada | Jornada | Jornada | Jornada | Jornada | Jornada | Jornada | Jornada | Jornada | Jornada | Jornada |
| Equipo                  | 1       | 2       | 3       | 4       | 5       | 6       | 7       | 8       | 9       | 10      | 11      | 12      | 13      | 14      | 15      | 16      | 17      | 18      | 19      |         |
| ----------------------- | ------- | ------- | ------- | ------- | ------- | ------- | ------- | ------- | ------- | ------- | ------- | ------- | ------- | ------- | ------- | ------- | ------- | ------- | ------- | ------- |
| Zamora FC               | 6       | 1       | 1       | 1       | 1       | 1       | 1       | 2       | 1       | 1       | 3       | 2       | 1       | 1       | 1       | 1       | 1       | 1       | 1       |         |
| Deportivo Táchira       | 1       | 6       | 3       | 6       | 4       | 4       | 3       | 3       | 3       | 4       | 1       | 1       | 2       | 2       | 2       | 2       | 2       | 2       | 2       |         |
| Deportivo Anzoátegui    | 2       | 2       | 9       | 4       | 3       | 3       | 2       | 1       | 2       | 2       | 2       | 3       | 3       | 3       | 3       | 4       | 4       | 3       | 3       |         |
| Deportivo La Guaira     | 4       | 3       | 5       | 11      | 10      | 6       | 9       | 8       | 6       | 7       | 7       | 4       | 5       | 5       | 5       | 3       | 5       | 5       | 4       |         |
| Caracas FC              | 12      | 17      | 8       | 3       | 6       | 7       | 7       | 7       | 5       | 3       | 6       | 6       | 7       | 7       | 7       | 6       | 6       | 6       | 5       |         |
| Mineros de Guayana      | 17      | 18      | 20      | 20      | 20      | 18      | 14      | 9       | 8       | 6       | 5       | 7       | 4       | 4       | 4       | 5       | 3       | 4       | 6       |         |
| Aragua FC               | 8       | 14      | 17      | 9       | 13      | 13      | 16      | 14      | 11      | 11      | 9       | 9       | 9       | 12      | 13      | 10      | 10      | 7       | 7       |         |
| Trujillanos FC          | 7       | 4       | 2       | 5       | 2       | 2       | 4       | 5       | 4       | 5       | 4       | 5       | 6       | 6       | 6       | 7       | 7       | 8       | 8       |         |
| Zulia FC                | 19      | 19      | 19      | 19      | 16      | 17      | 15      | 11      | 13      | 13      | 11      | 11      | 11      | 10      | 11      | 14      | 11      | 9       | 9       |         |
| Carabobo FC             | 9       | 13      | 4       | 10      | 7       | 8       | 6       | 6       | 9       | 9       | 10      | 10      | 10      | 11      | 10      | 11      | 8       | 10      | 10      |         |
| Deportivo Lara          | 18      | 5       | 7       | 2       | 5       | 5       | 5       | 4       | 7       | 8       | 8       | 8       | 8       | 8       | 9       | 9       | 9       | 11      | 11      |         |
| Deportivo JBL del Zulia | 14      | 9       | 14      | 7       | 9       | 10      | 12      | 16      | 15      | 16      | 17      | 20      | 16      | 14      | 14      | 12      | 13      | 12      | 12      |         |
| Ureña SC                | 5       | 8       | 10      | 13      | 8       | 12      | 11      | 13      | 16      | 15      | 14      | 13      | 14      | 13      | 12      | 15      | 15      | 13      | 13      |         |
| Estudiantes de Mérida   | 16      | 7       | 15      | 8       | 12      | 14      | 10      | 12      | 10      | 10      | 13      | 14      | 12      | 9       | 8       | 8       | 12      | 14      | 14      |         |
| Portuguesa FC           | 13      | 15      | 16      | 18      | 18      | 15      | 18      | 15      | 17      | 17      | 16      | 18      | 15      | 17      | 17      | 17      | 16      | 17      | 15      |         |
| Atlético Venezuela      | 3       | 10      | 11      | 15      | 14      | 9       | 8       | 10      | 12      | 12      | 12      | 12      | 13      | 16      | 15      | 13      | 14      | 15      | 16      |         |
| Monagas SC              | 20      | 20      | 12      | 16      | 15      | 19      | 20      | 17      | 18      | 20      | 20      | 19      | 20      | 20      | 20      | 19      | 19      | 16      | 17      |         |
| Llaneros de Guanare     | 11      | 12      | 13      | 14      | 17      | 20      | 17      | 19      | 20      | 19      | 18      | 15      | 17      | 15      | 16      | 16      | 18      | 18      | 18      |         |
| Petare FC               | 10      | 11      | 6       | 12      | 11      | 11      | 13      | 18      | 14      | 14      | 15      | 17      | 19      | 19      | 19      | 20      | 17      | 19      | 19      |         |
| Estudiantes de Caracas  | 15      | 16      | 18      | 17      | 19      | 16      | 19      | 20      | 19      | 18      | 19      | 16      | 18      | 18      | 18      | 18      | 20      | 20      | 20      |         |

## Resultados
- Los horarios corresponden a la hora local de Venezuela (UTC-4:30). A partir del 1 de mayo el Huso Horario es de (UTC-4)

Calendario sujeto a cambios
| Zamora FC           | 2 : 1 | Estudiantes de Caracas  | Agustín Tovar           | 28 de enero | 19:30 | 4.367  |
| Deportivo La Guaira | 2 : 1 | Mineros de Guayana      | Olímpico de la UCV      | 29 de enero | 17:00 | 395    |
| Zulia FC            | 1 : 3 | Deportivo Táchira       | José Encarnación Romero | 30 de enero | 15:00 | 10.127 |
| Ureña SC            | 2 : 1 | Deportivo JBL del Zulia | Pueblo Nuevo            | 31 de enero | 15:00 | 339    |
| Atlético Venezuela  | 2 : 1 | Estudiantes de Mérida   | Brígido Iriarte         | 31 de enero | 15:30 | 1.192  |
| Monagas SC          | 0 : 2 | Deportivo Anzoátegui    | Monumental de Maturín   | 31 de enero | 16:00 | 4.910  |
| Llaneros de Guanare | 1 : 1 | Aragua FC               | Rafael Calles Pinto     | 31 de enero | 16:00 | 1.040  |
| Petare FC           | 1 : 1 | Carabobo FC             | Olímpico de la UCV      | 31 de enero | 16:00 | 732    |
| Trujillanos FC      | 1 : 0 | Deportivo Lara          | José Alberto Pérez      | 31 de enero | 16:00 | 2.410  |
| Portuguesa FC       | 0 : 0 | Caracas FC              | José Antonio Páez       | 23 de marzo | 15:00 | 1.094  |

| Estudiantes de Caracas  | 1 : 1 | Trujillanos FC      | Brígido Iriarte           | 4 de febrero | 15:00 | 3.800 |
| Deportivo JBL del Zulia | 1 : 0 | Monagas SC          | José Encarnación Romero   | 4 de febrero | 15:00 | 703   |
| Llaneros de Guanare     | 1 : 1 | Deportivo La Guaira | Rafael Calles Pinto       | 4 de febrero | 16:00 | 609   |
| Deportivo Lara          | 3 : 0 | Atlético Venezuela  | Metropolitano de Cabudare | 4 de febrero | 17:00 | 508   |
| Estudiantes de Mérida   | 2 : 1 | Ureña SC            | Metropolitano de Mérida   | 4 de febrero | 19:00 | 2.570 |
| Carabobo FC             | 0 : 0 | Portuguesa FC       | Misael Delgado            | 4 de febrero | 19:00 | 1.850 |
| Deportivo Anzoátegui    | 1 : 1 | Petare FC           | José Antonio Anzoátegui   | 4 de febrero | 19:00 | 4.283 |
| Deportivo Táchira       | 1 : 2 | Zamora FC           | Pueblo Nuevo              | 4 de febrero | 19:30 | 9.801 |
| Caracas FC              | 1 : 0 | Aragua FC           | Olímpico de la UCV        | 5 de febrero | 19:00 | 3.963 |
| Mineros de Guayana      | 2 : 2 | Zulia FC            | CTE Cachamay              | 26 de marzo  | 15:00 | 2.399 |

| Carabobo FC         | 2 : 0 | Deportivo Anzoátegui    | Misael Delgado          | 12 de febrero | 19:00 | 1.885 |
| Trujillanos FC      | 1 : 0 | Deportivo Táchira       | José Alberto Pérez      | 12 de febrero | 19:00 | 2.909 |
| Deportivo La Guaira | 0 : 0 | Caracas FC              | Olímpico de la UCV      | 13 de febrero | 18:00 | 3.070 |
| Ureña SC            | 0 : 0 | Deportivo Lara          | Pueblo Nuevo            | 14 de febrero | 13:00 | 341   |
| Portuguesa FC       | 2 : 2 | Aragua FC               | José Antonio Páez       | 14 de febrero | 15:00 | 826   |
| Zulia FC            | 0 : 0 | Llaneros de Guanare     | José Encarnación Romero | 14 de febrero | 15:30 | 4.127 |
| Monagas SC          | 4 : 0 | Estudiantes de Mérida   | Monumental de Maturín   | 14 de febrero | 16:00 | 2.812 |
| Atlético Venezuela  | 0 : 0 | Estudiantes de Caracas  | Brígido Iriarte         | 14 de febrero | 16:00 | 1.327 |
| Petare FC           | 1 : 0 | Deportivo JBL del Zulia | Olímpico de la UCV      | 14 de febrero | 16:00 | 238   |
| Zamora FC           | 3 : 0 | Mineros de Guayana      | Agustín Tovar           | 14 de febrero | 18:00 | 9.376 |

| Deportivo Táchira       | 2 : 1 | Atlético Venezuela  | Pueblo Nuevo              | 7 de febrero  | 16:00 | 5.629 |
| Deportivo JBL del Zulia | 3 : 1 | Carabobo FC         | José Encarnación Romero   | 17 de febrero | 15:00 | 605   |
| Deportivo Lara          | 2 : 0 | Monagas SC          | Metropolitano de Cabudare | 17 de febrero | 16:30 | 742   |
| Caracas FC              | 1 : 0 | Zulia FC            | Olímpico de la UCV        | 17 de febrero | 19:00 | 3.223 |
| Aragua FC               | 1 : 0 | Deportivo La Guaira | Giuseppe Antonelli        | 17 de febrero | 19:00 | 2.626 |
| Deportivo Anzoátegui    | 1 : 0 | Portuguesa FC       | José Antonio Anzoátegui   | 17 de febrero | 19:00 | 3.450 |
| Estudiantes de Mérida   | 1 : 0 | Petare FC           | Metropolitano de Mérida   | 17 de febrero | 19:00 | 2.438 |
| Mineros de Guayana      | 2 : 3 | Trujillanos FC      | CTE Cachamay              | 17 de febrero | 19:00 | 2.316 |
| Llaneros de Guanare     | 0 : 0 | Zamora FC           | Rafael Calles Pinto       | 17 de febrero | 19:30 | 1.460 |
| Estudiantes de Caracas  | 1 : 3 | Ureña SC            | Brígido Iriarte           | 18 de febrero | 15:30 | 2.498 |

| Portuguesa FC        | 1 : 1 | Deportivo La Guaira     | José Antonio Páez       | 20 de febrero | 15:00 | 365   |
| Deportivo Anzoátegui | 1 : 0 | Deportivo JBL del Zulia | José Antonio Anzoátegui | 20 de febrero | 18:00 | 2.586 |
| Ureña SC             | 0 : 2 | Deportivo Táchira       | Pueblo Nuevo            | 21 de febrero | 15:30 | 3.847 |
| Zulia FC             | 2 : 1 | Aragua FC               | José Encarnación Romero | 21 de febrero | 15:30 | 3.133 |
| Petare FC            | 0 : 0 | Deportivo Lara          | Olímpico de la UCV      | 21 de febrero | 16:00 | 236   |
| Monagas SC           | 0 : 0 | Estudiantes de Caracas  | Monumental de Maturín   | 21 de febrero | 16:00 | 2.201 |
| Atlético Venezuela   | 1 : 1 | Mineros de Guayana      | Brígido Iriarte         | 21 de febrero | 16:00 | 1.418 |
| Trujillanos FC       | 3 : 0 | Llaneros de Guanare     | José Alberto Pérez      | 21 de febrero | 16:00 | 2.237 |
| Carabobo FC          | 2 : 1 | Estudiantes de Mérida   | Misael Delgado          | 21 de febrero | 17:00 | 1.402 |
| Zamora FC            | 1 : 1 | Caracas FC              | Agustín Tovar           | 21 de febrero | 19:00 | 8.713 |

| Aragua FC               | 2 : 2 | Zamora FC            | Giuseppe Antonelli        | 27 de febrero | 15:00 | 2.097 |
| Deportivo Lara          | 3 : 2 | Carabobo FC          | Metropolitano de Cabudare | 27 de febrero | 17:15 | 990   |
| Llaneros de Guanare     | 0 : 3 | Atlético Venezuela   | Rafael Calles Pinto       | 28 de febrero | 15:00 | 1.153 |
| Deportivo JBL del Zulia | 0 : 0 | Portuguesa FC        | José Encarnación Romero   | 28 de febrero | 15:30 | 1.000 |
| Estudiantes de Mérida   | 1 : 2 | Deportivo Anzoátegui | Metropolitano de Mérida   | 28 de febrero | 16:00 | 2.559 |
| Estudiantes de Caracas  | 2 : 2 | Petare FC            | Brígido Iriarte           | 28 de febrero | 16:00 | 3.541 |
| Deportivo Táchira       | 3 : 0 | Monagas SC           | Pueblo Nuevo              | 28 de febrero | 16:00 | 3.344 |
| Mineros de Guayana      | 4 : 3 | Ureña SC             | CTE Cachamay              | 28 de febrero | 17:00 | 2.442 |
| Deportivo La Guaira     | 3 : 2 | Zulia FC             | Olímpico de la UCV        | 28 de febrero | 17:15 | 384   |
| Caracas FC              | 1 : 1 | Trujillanos FC       | Olímpico de la UCV        | 9 de marzo    | 19:00 | 3.146 |

| Atlético Venezuela      | 0 : 0 | Caracas FC             | Brígido Iriarte         | 2 de marzo  | 15:00 | 3.769 |
| Deportivo JBL del Zulia | 1 : 2 | Estudiantes de Mérida  | José Encarnación Romero | 2 de marzo  | 15:30 | 1.102 |
| Ureña SC                | 0 : 0 | Llaneros de Guanare    | Pueblo Nuevo            | 2 de marzo  | 15:30 | 122   |
| Carabobo FC             | 3 : 0 | Estudiantes de Caracas | Misael Delgado          | 2 de marzo  | 17:15 | 890   |
| Deportivo Anzoátegui    | 2 : 1 | Deportivo Lara         | José Antonio Anzoátegui | 2 de marzo  | 18:00 | 2.820 |
| Monagas SC              | 1 : 3 | Mineros de Guayana     | Monumental de Maturín   | 2 de marzo  | 18:00 | 1.198 |
| Zamora FC               | 2 : 0 | Deportivo La Guaira    | Agustín Tovar           | 2 de marzo  | 19:30 | 4.753 |
| Portuguesa FC           | 1 : 2 | Zulia FC               | José Antonio Páez       | 3 de marzo  | 15:00 | 424   |
| Petare FC               | 0 : 1 | Deportivo Táchira      | Olímpico de la UCV      | 3 de marzo  | 17:15 | 693   |
| Trujillanos FC          | 1 : 1 | Aragua FC              | José Alberto Pérez      | 23 de marzo | 19:00 | 2.104 |

| Aragua FC              | 3 : 3 | Atlético Venezuela      | Giuseppe Antonelli        | 5 de marzo | 15:00 | 883   |
| Deportivo La Guaira    | 2 : 0 | Trujillanos FC          | Olímpico de la UCV        | 5 de marzo | 17:15 | 369   |
| Zulia FC               | 1 : 0 | Zamora FC               | José Encarnación Romero   | 6 de marzo | 15:00 | 5.109 |
| Estudiantes de Caracas | 2 : 3 | Deportivo Anzoátegui    | Brígido Iriarte           | 6 de marzo | 16:00 | 2.341 |
| Llaneros de Guanare    | 0 : 1 | Monagas SC              | Rafael Calles Pinto       | 6 de marzo | 16:00 | 1.250 |
| Estudiantes de Mérida  | 1 : 2 | Portuguesa FC           | Metropolitano de Mérida   | 6 de marzo | 16:00 | 2.341 |
| Deportivo Lara         | 2 : 1 | Deportivo JBL del Zulia | Metropolitano de Cabudare | 6 de marzo | 17:00 | 1.220 |
| Mineros de Guayana     | 6 : 1 | Deportivo Petare        | CTE Cachamay              | 6 de marzo | 17:00 | 3.316 |
| Deportivo Táchira      | 1 : 1 | Carabobo FC             | Pueblo Nuevo              | 6 de marzo | 17:15 | 3.907 |
| Caracas FC             | 2 : 1 | Ureña SC                | Olímpico de la UCV        | 6 de marzo | 19:30 | 3.222 |

| Portuguesa FC           | 1 : 2 | Zamora FC              | José Antonio Páez       | 12 de marzo | 15:00 | 1.177 |
| Deportivo Petare        | 1 : 0 | Llaneros de Guanare    | Olímpico de la UCV      | 12 de marzo | 17:15 | 243   |
| Deportivo Anzoátegui    | 1 : 1 | Deportivo Táchira      | José Encarnación Romero | 12 de marzo | 19:30 | 6.980 |
| Deportivo JBL del Zulia | 2 : 2 | Estudiantes de Caracas | José Encarnación Romero | 13 de marzo | 15:00 | 2.200 |
| Atlético Venezuela      | 1 : 2 | Deportivo La Guaira    | Brígido Iriarte         | 13 de marzo | 15:00 | 1.438 |
| Ureña SC                | 0 : 2 | Aragua FC              | Pueblo Nuevo            | 13 de marzo | 15:30 | 155   |
| Estudiantes de Mérida   | 2 : 1 | Deportivo Lara         | Metropolitano de Mérida | 13 de marzo | 16:00 | 1.799 |
| Trujillanos FC          | 2 : 1 | Zulia FC               | José Alberto Pérez      | 13 de marzo | 16:00 | 1.425 |
| Monagas SC              | 0 : 4 | Caracas FC             | Monumental de Maturín   | 13 de marzo | 17:15 | 6.185 |
| Carabobo FC             | 0 : 1 | Mineros de Guayana     | Misael Delgado          | 13 de marzo | 19:30 | 1.310 |

| Zamora FC              | 3 : 1 | Trujillanos FC          | Agustín Tovar             | 7 de febrero | 18:00 | 5.187 |
| Estudiantes de Caracas | 3 : 2 | Estudiantes de Mérida   | Brígido Iriarte           | 16 de marzo  | 15:00 | 487   |
| Zulia FC               | 1 : 1 | Atlético Venezuela      | José Encarnación Romero   | 16 de marzo  | 15:30 | 1.120 |
| Llaneros de Guanare    | 2 : 0 | Carabobo FC             | Rafael Calles Pinto       | 16 de marzo  | 16:00 | 576   |
| ACD Lara               | 1 : 1 | Portuguesa FC           | Metropolitano de Cabudare | 16 de marzo  | 17:15 | 529   |
| Caracas FC             | 2 : 1 | Petare FC               | Olímpico de la UCV        | 16 de marzo  | 19:00 | 2.963 |
| Aragua FC              | 0 : 0 | Monagas SC              | Hermanos Ghersi           | 16 de marzo  | 19:00 | 556   |
| Mineros de Guayana     | 4 : 1 | Deportivo Anzoátegui    | CTE Cachamay              | 16 de marzo  | 19:30 | 3.820 |
| Deportivo La Guaira    | 1 : 1 | Ureña SC                | Olímpico de la UCV        | 17 de marzo  | 18:00 | 159   |
| Deportivo Táchira      | 1 : 0 | Deportivo JBL del Zulia | Pueblo Nuevo              | 23 de marzo  | 19:30 | 4.156 |

| Atlético Venezuela      | 2 : 2 | Zamora FC              | Brígido Iriarte           | 19 de marzo | 15:00 | 641   |
| Petare FC               | 0 : 1 | Aragua FC              | Olímpico de la UCV        | 20 de marzo | 15:00 | 232   |
| Portuguesa FC           | 0 : 3 | Trujillanos FC         | José Antonio Páez         | 20 de marzo | 15:00 | 563   |
| Deportivo JBL del Zulia | 0 : 1 | Mineros de Guayana     | José Encarnación Romero   | 20 de marzo | 15:00 | 1.122 |
| Ureña SC                | 1 : 1 | Zulia FC               | Pueblo Nuevo              | 20 de marzo | 15:30 | 660   |
| Monagas SC              | 1 : 3 | Deportivo La Guaira    | Monumental de Maturín     | 20 de marzo | 16:00 | 1.366 |
| Estudiantes de Mérida   | 1 : 4 | Deportivo Táchira      | Metropolitano de Mérida   | 20 de marzo | 17:15 | 6.070 |
| ACD Lara                | 4 : 1 | Estudiantes de Caracas | Metropolitano de Cabudare | 20 de marzo | 17:30 | 961   |
| Deportivo Anzoátegui    | 3 : 1 | Llaneros de Guanare    | José Antonio Anzoátegui   | 20 de marzo | 18:00 | 4.480 |
| Carabobo FC             | 1 : 0 | Caracas FC             | Misael Delgado            | 20 de marzo | 19:30 | 4.150 |

| Trujillanos FC         | 0 : 0 | Atlético Venezuela      | José Alberto Pérez       | 1 de abril  | 09:00 | 1.031 |
| Deportivo Táchira      | 0 : 0 | ACD Lara                | Pueblo Nuevo             | 1 de abril  | 19:00 | 4.115 |
| Aragua FC              | 2 : 2 | Carabobo FC             | Olímpico Hermanos Ghersi | 2 de abril  | 17:00 | 943   |
| Deportivo La Guaira    | 3 : 1 | Petare FC               | Olímpico de la UCV       | 2 de abril  | 19:00 | 992   |
| Estudiantes de Caracas | 1 : 0 | Portuguesa FC           | Brígido Iriarte          | 3 de abril  | 15:00 | 3.539 |
| Zulia FC               | 2 : 2 | Monagas SC              | José Encarnación Romero  | 3 de abril  | 15:00 | 2.231 |
| Llaneros de Guanare    | 1 : 0 | Deportivo JBL del Zulia | Rafael Calles Pinto      | 3 de abril  | 15:30 | 983   |
| Caracas FC             | 1 : 1 | Deportivo Anzoátegui    | Olímpico de la UCV       | 3 de abril  | 17:00 | 3.626 |
| Zamora FC              | 3 : 1 | Ureña SC                | Agustín Tovar            | 3 de abril  | 19:30 | 3.522 |
| Mineros de Guayana     | 0 : 0 | Estudiantes de Mérida   | CTE Cachamay             | 13 de abril | 19:00 | 2.010 |

| Estudiantes de Caracas  | 0 : 1 | Deportivo Táchira   | Brígido Iriarte           | 27 de marzo | 15:00 | 2.943 |
| Ureña SC                | 1 : 0 | Trujillanos FC      | Pueblo Nuevo              | 27 de marzo | 15:30 | 676   |
| Deportivo JBL del Zulia | 2 : 1 | Caracas FC          | José Encarnación Romero   | 6 de abril  | 15:00 | 954   |
| Portuguesa FC           | 2 : 1 | Atlético Venezuela  | José Antonio Páez         | 6 de abril  | 15:30 | 848   |
| Petare FC               | 0 : 0 | Zulia FC            | Olímpico de la UCV        | 6 de abril  | 16:00 | 179   |
| Estudiantes de Mérida   | 1 : 0 | Llaneros de Guanare | Metropolitano de Mérida   | 6 de abril  | 16:00 | 2.193 |
| Monagas SC              | 0 : 3 | Zamora FC           | Monumental de Maturín     | 6 de abril  | 16:00 | 692   |
| Carabobo FC             | 1 : 1 | Deportivo La Guaira | Misael Delgado            | 6 de abril  | 17:00 | 1.083 |
| ACD Lara                | 1 : 3 | Mineros de Guayana  | Metropolitano de Cabudare | 6 de abril  | 18:00 | 452   |
| Deportivo Anzoátegui    | 2 : 2 | Aragua FC           | José Antonio Anzoátegui   | 6 de abril  | 19:00 | 3.620 |

| Aragua FC           | 0 : 2 | Deportivo JBL del Zulia | Giusseppe Antonelli           | 9 de abril  | 15:30 | A puerta cerrada |
| Trujillanos FC      | 1 : 1 | Monagas SC              | José Alberto Pérez            | 9 de abril  | 16:00 | 802              |
| Deportivo La Guaira | 1 : 1 | Deportivo Anzoátegui    | Olímpico de la UCV            | 9 de abril  | 18:00 | 3.415            |
| Deportivo Táchira   | 1 : 1 | Portuguesa FC           | Polideportivo de Pueblo Nuevo | 9 de abril  | 19:30 | 3.232            |
| Zulia FC            | 1 : 0 | Carabobo FC             | José Pachencho Romero         | 10 de abril | 15:30 | 3.118            |
| Atlético Venezuela  | 1 : 2 | Ureña SC                | Brigido Iriarte               | 10 de abril | 16:00 | 537              |
| Llaneros de Guanare | 1 : 0 | ACD Lara                | Rafael Calles Pinto           | 10 de abril | 16:00 | 1.236            |
| Mineros de Guayana  | 1 : 1 | Estudiantes de Caracas  | CTE Cachamay                  | 10 de abril | 17:15 | 4.812            |
| Zamora              | 1 : 0 | Petare FC               | Agustín Tovar                 | 10 de abril | 18:00 | 4.065            |
| Caracas FC          | 2 : 3 | Estudiantes de Mérida   | Olímpico de la UCV            | 10 de abril | 19:30 | 2.740            |

| Monagas SC              | 2 : 3 | Atlético Venezuela  | Monumental de Maturín         | 16 de abril | 16:00 | 709   |
| ACD Lara                | 1 : 1 | Caracas FC          | Metropolitano de Cabudare     | 16 de abril | 17:15 | 1.367 |
| Deportivo Anzoátegui    | 2 : 2 | Zulia FC            | José Antonio Anzoátegui       | 16 de abril | 18:00 | 3.345 |
| Portuguesa FC           | 0 : 2 | Ureña SC            | José Antonio Páez             | 17 de abril | 15:00 | 956   |
| Deportivo JBL del Zulia | 2 : 1 | Deportivo La Guaira | José Pachencho Romero         | 17 de abril | 15:00 | 1.094 |
| Estudiantes de Mérida   | 1 : 0 | Aragua FC           | Metropolitano de Mérida       | 17 de abril | 15:30 | 3.223 |
| Petare FC               | 0 : 0 | Trujillanos FC      | Olímpico de la UCV            | 17 de abril | 16:00 | 250   |
| Deportivo Táchira       | 1 : 0 | Mineros de Guayana  | Polideportivo de Pueblo Nuevo | 17 de abril | 16:00 | 4.138 |
| Estudiantes de Caracas  | 1 : 1 | Llaneros de Guanare | Brigido Iriarte               | 17 de abril | 16:00 | 3.223 |
| Carabobo FC             | 3 : 2 | Zamora FC           | Misael Delgado                | 17 de abril | 17:00 | 2.000 |

| Llaneros de Guanare | 0 : 2 | Deportivo Táchira      | Rafael Calles Pinto           | 20 de abril | 15:00 | 1.150 |
| Aragua FC           | 2 : 0 | ACD Lara               | Giusseppe Antonelli           | 20 de abril | 15:00 | 347   |
| Zulia FC            | 0 : 1 | Deportivo JBL de Zulia | José Pachencho Romero         | 20 de abril | 15:30 | 8.197 |
| Atlético Venezuela  | 1 : 0 | Petare FC              | Brigido Iriarte               | 20 de abril | 16:00 | 638   |
| Mineros de Guayana  | 1 : 1 | Portuguesa FC          | CTE Cachamay                  | 20 de abril | 17:00 | 962   |
| Caracas FC          | 2 : 0 | Estudiantes de Caracas | Olímpico de la UCV            | 20 de abril | 17:15 | 2.746 |
| Ureña SC            | 0 : 2 | Monagas SC             | Polideportivo de Pueblo Nuevo | 20 de abril | 19:00 | 690   |
| Deportivo La Guaira | 2 : 1 | Estudiantes de Mérida  | Olímpico de la UCV            | 21 de abril | 17:15 | 1.184 |
| Zamora FC           | 3 : 0 | Deportivo Anzoátegui   | Agustín Tovar                 | 21 de abril | 19:30 | 3.100 |
| Trujillanos FC      | 1 : 1 | Carabobo FC            | José Alberto Pérez            | 28 de abril | 16:00 | 990   |

| ACD Lara               | 2 : 1 | Deportivo La Guaira | Metropolitano de Cabudare     | 24 de abril | 15:00 | 1.034  |
| Portuguesa FC          | 0 : 0 | Monagas SC          | José Antonio Páez             | 24 de abril | 15:00 | 804    |
| Deportivo JBL de Zulia | 1 : 2 | Zamora FC           | José Pachencho Romero         | 24 de abril | 15:00 | 1.987  |
| Estudiantes de Mérida  | 0 : 2 | Zulia FC            | Metropolitano de Mérida       | 24 de abril | 16:00 | 3.012  |
| Estudiantes de Caracas | 2 : 3 | Aragua FC           | Brigido Iriarte               | 24 de abril | 16:00 | 3.643  |
| Petare FC              | 2 : 0 | Ureña SC            | Olímpico de la UCV            | 24 de abril | 16:00 | 101    |
| Mineros de Guayana     | 5 : 2 | Llaneros de Guanare | CTE Cachamay                  | 24 de abril | 17:00 | 1.210  |
| Carabobo FC            | 2 : 1 | Atlético Venezuela  | Misael Delgado                | 24 de abril | 17:00 | 1.600  |
| Deportivo Táchira      | 1 : 1 | Caracas FC          | Polideportivo de Pueblo Nuevo | 24 de abril | 17:15 | 17.631 |
| Deportivo Anzoátegui   | 1 : 1 | Trujillanos FC      | José Antonio Anzoátegui       | 25 de abril | 17:15 | 1.080  |

| Aragua FC           | 2 : 0 | Deportivo Táchira      | Giusseppe Antonelli           | 30 de abril | 15:00 | 1.330 |
| Atlético Venezuela  | 0 : 1 | Deportivo Anzoátegui   | Brigido Iriarte               | 30 de abril | 15:00 | 602   |
| Caracas FC          | 2 : 2 | Mineros de Guayana     | Olímpico de la UCV            | 30 de abril | 17:15 | 3.210 |
| Portuguesa FC       | 2 : 2 | Llaneros de Guanare    | José Antonio Páez             | 1 de mayo   | 15:00 | 821   |
| Zulia FC            | 3 : 1 | ACD Lara               | José Pachencho Romero         | 1 de mayo   | 15:30 | 3.751 |
| Trujillanos FC      | 1 : 2 | Deportivo JBL de Zulia | José Alberto Pérez            | 1 de mayo   | 16:00 | 995   |
| Ureña SC            | 2 : 1 | Carabobo FC            | Polideportivo de Pueblo Nuevo | 1 de mayo   | 16:00 | 465   |
| Monagas SC          | 1 : 0 | Petare FC              | Monumental de Maturín         | 1 de mayo   | 16:00 | 2.316 |
| Deportivo La Guaira | 2 : 1 | Estudiantes de Caracas | Olímpico de la UCV            | 1 de mayo   | 17:15 | 492   |
| Zamora FC           | 5 : 0 | Estudiantes de Mérida  | Agustín Tovar                 | 1 de mayo   | 18:00 | 4.129 |

| ACD Lara               | 3 : 1 | Zamora FC           | Metropolitano de Cabudare     | 4 de mayo | 15:00     | 42               |
| Deportivo JBL de Zulia | 4 : 1 | Atlético Venezuela  | José Pachencho Romero         | 4 de mayo | 15:00     | 809              |
| Llaneros de Guanare    | 0 : 1 | Caracas FC          | Rafael Calles Pinto           | 4 de mayo | 15:30     | A puerta cerrada |
| Estudiantes de Caracas | 0 : 2 | Zulia FC            | Brigido Iriarte               | 4 de mayo | 16:00     | 2.413            |
| Estudiantes de Mérida  | 0 : 1 | Trujillanos FC      | Metropolitano de Mérida       | 4 de mayo | 17:00     | 832              |
| Deportivo Anzoátegui   | 0 : 0 | Ureña SC            | José Antonio Anzoátegui       | 4 de mayo | 17:00     | 1.531            |
| Carabobo FC            | 4 : 0 | Monagas SC          | Misael Delgado                | 4 de mayo | 17:00     | 1.544            |
| Mineros de Guayana     | 1 : 2 | Aragua FC           | CTE Cachamay                  | 4 de mayo | 17:00     | 1.657            |
| Petare FC              | 0 : 3 | Portuguesa FC       | Olímpico de la UCV            | 4 de mayo | Pospuesto | 50               |
| Deportivo Táchira      | 2 : 1 | Deportivo La Guaira | Polideportivo de Pueblo Nuevo | 7 de mayo | 17:00     | A puerta cerrada |

## Liguilla
La Liguilla se jugará cuando finalice el Todos Contra Todos, donde los ocho mejores clubes jugarán por un cupo a la Copa Sudamericana 2016 y otro cupo a la Copa Libertadores de América 2017.
El local en la ida se encuentra en la línea de arriba, el local en la vuelta está en la línea de abajo.
|  | Cuartos de final                               | Cuartos de final                               | Cuartos de final                               |   |            | Semifinales                          | Semifinales                          | Semifinales                          |  |  | Final                                | Final                                | Final                                |
|  | 11 y 12 de mayo (Ida) 14 y 15 de mayo (Vuelta) | 11 y 12 de mayo (Ida) 14 y 15 de mayo (Vuelta) | 11 y 12 de mayo (Ida) 14 y 15 de mayo (Vuelta) |   |            | 18 de mayo (Ida) 22 de mayo (Vuelta) | 18 de mayo (Ida) 22 de mayo (Vuelta) | 18 de mayo (Ida) 22 de mayo (Vuelta) |  |  | 25 de mayo (Ida) 29 de mayo (Vuelta) | 25 de mayo (Ida) 29 de mayo (Vuelta) | 25 de mayo (Ida) 29 de mayo (Vuelta) |
|  |                                                |                                                |                                                |   |            |                                      |                                      |                                      |  |  |                                      |                                      |                                      |
|  | Trujillanos FC                                 | 2                                              | 1                                              |   |            |                                      |                                      |                                      |  |  |                                      |                                      |                                      |
|  | Zamora FC                                      | 3                                              | 0                                              |   |            |                                      |                                      |                                      |  |  |                                      |                                      |                                      |
|  | Zamora FC                                      | 3                                              | 0                                              |   | Caracas FC | 0                                    | 0                                    |                                      |  |  |                                      |                                      |                                      |
|  |                                                |                                                |                                                |   | Caracas FC | 0                                    | 0                                    |                                      |  |  |                                      |                                      |                                      |
|  |                                                | Zamora FC                                      | 2                                              | 2 |            |                                      |                                      |                                      |  |  |                                      |                                      |                                      |
|  | Caracas FC                                     | Zamora FC                                      | 2                                              | 2 | 2          | 1                                    |                                      |                                      |  |  |                                      |                                      |                                      |
|  | Caracas FC                                     |                                                |                                                |   | 2          | 1                                    |                                      |                                      |  |  |                                      |                                      |                                      |
|  | Deportivo La Guaira                            | 1                                              | 0                                              |   |            |                                      |                                      |                                      |  |  |                                      |                                      |                                      |
|  |                                                |                                                |                                                |   |            |                                      |                                      |                                      |  |  | Deportivo Anzoátegui                 | 1                                    | 1                                    |
|  |                                                |                                                | Zamora FC                                      | 1 | 3          |                                      |                                      |                                      |  |  |                                      |                                      |                                      |
|  | Aragua FC                                      | 1                                              | 2                                              |   |            |                                      |                                      |                                      |  |  |                                      |                                      |                                      |
|  | Deportivo Táchira                              | 0                                              | 2                                              |   |            |                                      |                                      |                                      |  |  |                                      |                                      |                                      |
|  | Deportivo Táchira                              | 0                                              | 2                                              |   | Aragua FC  | 1                                    | 0                                    |                                      |  |  |                                      |                                      |                                      |
|  |                                                |                                                |                                                |   | Aragua FC  | 1                                    | 0                                    |                                      |  |  |                                      |                                      |                                      |
|  |                                                | Deportivo Anzoátegui                           | 1                                              | 6 |            |                                      |                                      |                                      |  |  |                                      |                                      |                                      |
|  | Mineros de Guayana                             | Deportivo Anzoátegui                           | 1                                              | 6 | 0          | 1                                    |                                      |                                      |  |  |                                      |                                      |                                      |
|  | Mineros de Guayana                             |                                                |                                                |   | 0          | 1                                    |                                      |                                      |  |  |                                      |                                      |                                      |
|  | Deportivo Anzoátegui                           | 1                                              | 3                                              |   |            |                                      |                                      |                                      |  |  |                                      |                                      |                                      |

### Cuartos de final
- La hora de cada encuentro corresponde al huso horario que rige a Venezuela (UTC-4)

#### Trujillanos - Zamora
| 12 de mayo de 2016, 19:00 | Trujillanos FC               | 2:3 (1:2) | Zamora FC                         | Estadio José Alberto Pérez, Valera                        |                                                           |
|                           | C. Sosa 15' · J. Cabezas 76' |           | 3' 42' G. Torres · 63' P. Ramírez | Asistencia: 7.225 espectadores Árbitro(s): Alexis Herrera | Asistencia: 7.225 espectadores Árbitro(s): Alexis Herrera |

| 15 de mayo de 2016, 17:30 | Zamora FC | 0:1 (0:1) | Trujillanos FC | Estadio Agustín Tovar, Barinas                         |                                                        |
|                           |           |           | M. Cova 16'    | Asistencia: 5.659 espectadores Árbitro(s): José Argote | Asistencia: 5.659 espectadores Árbitro(s): José Argote |

#### Aragua - Deportivo Táchira
| 11 de mayo de 2016, 14:45 | Aragua FC        | 1:0 | Deportivo Táchira | Estadio Giuseppe Antonelli, Maracay                   |                                                       |
|                           | J. Herrera 45+2' |     |                   | Asistencia: 2.860 espectadores Árbitro(s): José Hoyos | Asistencia: 2.860 espectadores Árbitro(s): José Hoyos |

| 15 de mayo de 2016, 16:30 | Deportivo Táchira                         | 2:2 (1:1) | Aragua FC                   | Polideportivo de Pueblo Nuevo, San Cristóbal            |                                                         |
|                           | J. Reyes 12' (pen.) · J. Reyes 58' (pen.) |           | 19' O. Peraza · 50' J. Meza | Asistencia: 7.025 espectadores Árbitro(s): Mayker Gómez | Asistencia: 7.025 espectadores Árbitro(s): Mayker Gómez |

#### Mineros de Guayana - Deportivo Anzoátegui
| 11 de mayo de 2016, 17:00 | Mineros de Guayana | 0:1 | Deportivo Anzoátegui | Estadio Cachamay, Puerto Ordaz                          |                                                         |
|                           |                    |     | 80' D. Centeno       | Asistencia: 3.887 espectadores Árbitro(s): Mayker Gómez | Asistencia: 3.887 espectadores Árbitro(s): Mayker Gómez |

| 14 de mayo de 2016, 17:00 | Deportivo Anzoátegui                                   | 3:1 (0:1) | Mineros de Guayana | Estadio José Antonio Anzoátegui, Puerto La Cruz             |                                                             |
|                           | M. Medori 54' · C. Ortíz 62' · R. Martins 90+5' (pen.) |           | 20' M. Camargo     | Asistencia: 4.520 espectadores Árbitro(s): Marlon Escalante | Asistencia: 4.520 espectadores Árbitro(s): Marlon Escalante |

#### Caracas - Deportivo La Guaira
| 11 de mayo de 2016, 19:15 | Caracas FC                        | 2:1 (1:0) | Deportivo La Guaira | Olímpico de la UCV, Caracas                               |                                                           |
|                           | G. Di Giorgi 16' · R. Quijada 81' |           | A. Gómez 67'        | Asistencia: 3.157 espectadores Árbitro(s): Adrián Cabello | Asistencia: 3.157 espectadores Árbitro(s): Adrián Cabello |

| 15 de mayo de 2016, 15:00 | Deportivo La Guaira | 0:1 (0:1) | Caracas FC   | Olímpico de la UCV, Caracas                                 |                                                             |
|                           |                     |           | O. García 2' | Asistencia: 8.336 espectadores Árbitro(s): Jesús Valenzuela | Asistencia: 8.336 espectadores Árbitro(s): Jesús Valenzuela |

### Semifinal

#### Caracas - Zamora
| 18 de mayo de 2016, 19:00 | Caracas FC | 0:2 | Zamora FC                | Olímpico de la UCV, Caracas                           |                                                       |
|                           |            |     | 67' 78' (pen.) G. Torres | Asistencia: 3.820 espectadores Árbitro(s): José Hoyos | Asistencia: 3.820 espectadores Árbitro(s): José Hoyos |

| 22 de mayo de 2016, 19:00 | Zamora FC                       | 2:0 | Caracas FC | Estadio Agustín Tovar, Barinas |                       |
|                           | Y. Soteldo 46' · Y. Soteldo 87' |     |            | Árbitro(s): Juan Soto          | Árbitro(s): Juan Soto |

#### Aragua - Deportivo Anzoátegui
| 18 de mayo de 2016, 15:00 | Aragua FC      | 1:1 (0:1) | Deportivo Anzoátegui | Estadio Giuseppe Antonelli, Maracay                    |                                                        |
|                           | J. Herrera 61' | Reporte   | Jholvis Acevedo 30'  | Asistencia: 2.209 espectadores Árbitro(s): José Argote | Asistencia: 2.209 espectadores Árbitro(s): José Argote |

| 22 de mayo de 2016, 16:00 | Deportivo Anzoátegui                                                                                | 6:0 (2:0) | Aragua FC | Estadio José Antonio Anzoátegui, Puerto La Cruz             |                                                             |
|                           | Julio Díaz 2' · Néstor Canelón 10' 64' · Juan Fuenmayor 46' · Manuel Medori 55' · Luis Castillo 81' |           |           | Asistencia: 8.533 espectadores Árbitro(s): Jesús Valenzuela | Asistencia: 8.533 espectadores Árbitro(s): Jesús Valenzuela |

## Final

### Ida
| 35    | Guardameta     | Renny Vega       |    |
| 6     | Defensa        | Johnny Mirabal   |    |
| 14    | Defensa        | Édgar Mendoza    |    |
| 13    | Defensa        | Juan Fuenmayor   |    |
| 19    | Defensa        | Luis Mago        |    |
| 20    | Centrocampista | Ricardo Martins  | 55 |
| 33    | Centrocampista | Nestor Canelón   |    |
| 36    | Centrocampista | David Centeno    | 90 |
| 23    | Centrocampista | Manuel Medori    |    |
| 5     | Delantero      | Charlis Ortiz    |    |
| 32    | Delantero      | Julio Díaz       | 64 |
| D. T. | D. T.          | Nicolás Larcamon |    |

| 1     | Guardameta     | Carlos Salazar        |    |
| 22    | Defensa        | Ángel Faria           |    |
| 19    | Defensa        | Edwin Peraza          |    |
| 24    | Defensa        | Yordan Osorio         |    |
| 6     | Defensa        | Luis Ovalle           |    |
| 5     | Centrocampista | Luis Vargas           |    |
| 27    | Centrocampista | Luis Melo             |    |
| 21    | Centrocampista | Ricardo Clarke        | 80 |
| 23    | Centrocampista | Pedro Ramírez Paredes |    |
| 30    | Centrocampista | Yeferson Soteldo      | 88 |
| 10    | Delantero      | Gabriel Torres        | 82 |
| D. T. | D. T.          | Francesco Stifano     |    |

| 15 | Centrocampista | Emanuel Calzadilla | 55 |
| 25 | Centrocampista | Jholvis Acevedo    | 64 |
| 22 | Delantero      | Yohan Cumana       | 90 |

| 7  | Centrocampista | Ynmer González | 80 |
| 13 | Delantero      | César Martínez | 82 |
| 31 | Centrocampista | Ronaldo Lucena | 88 |

| 69' | Jholvis Acevedo |  |

| 74' (pen.) | Gabriel Torres |  |

| 37' | Juan Fuenmayor |

| 34' · 69' · 76' · 86' | Luis Ovalle Luis Vargas Luis Melo Ynmer González |

| 86' | Luis Ovalle |

| Principal  | José Hoyos   |
| Asistentes | Tulio Moreno |
|            | Juan Farfan  |
| Cuarto     | José Márquez |

|  |                   |   |    |
|  | Tiros             | 8 | 5  |
|  | Tiros a puerta    | 4 | 1  |
|  | Faltas            | 8 | 13 |
|  | Saques de esquina | 1 | 5  |

| 35    | Guardameta     | Renny Vega       |    |
| 6     | Defensa        | Johnny Mirabal   |    |
| 14    | Defensa        | Édgar Mendoza    |    |
| 13    | Defensa        | Juan Fuenmayor   |    |
| 19    | Defensa        | Luis Mago        |    |
| 20    | Centrocampista | Ricardo Martins  | 55 |
| 33    | Centrocampista | Nestor Canelón   |    |
| 36    | Centrocampista | David Centeno    | 90 |
| 23    | Centrocampista | Manuel Medori    |    |
| 5     | Delantero      | Charlis Ortiz    |    |
| 32    | Delantero      | Julio Díaz       | 64 |
| D. T. | D. T.          | Nicolás Larcamon |    |

| 1     | Guardameta     | Carlos Salazar        |    |
| 22    | Defensa        | Ángel Faria           |    |
| 19    | Defensa        | Edwin Peraza          |    |
| 24    | Defensa        | Yordan Osorio         |    |
| 6     | Defensa        | Luis Ovalle           |    |
| 5     | Centrocampista | Luis Vargas           |    |
| 27    | Centrocampista | Luis Melo             |    |
| 21    | Centrocampista | Ricardo Clarke        | 80 |
| 23    | Centrocampista | Pedro Ramírez Paredes |    |
| 30    | Centrocampista | Yeferson Soteldo      | 88 |
| 10    | Delantero      | Gabriel Torres        | 82 |
| D. T. | D. T.          | Francesco Stifano     |    |

| 15 | Centrocampista | Emanuel Calzadilla | 55 |
| 25 | Centrocampista | Jholvis Acevedo    | 64 |
| 22 | Delantero      | Yohan Cumana       | 90 |

| 7  | Centrocampista | Ynmer González | 80 |
| 13 | Delantero      | César Martínez | 82 |
| 31 | Centrocampista | Ronaldo Lucena | 88 |

| 69' | Jholvis Acevedo |  |

| 74' (pen.) | Gabriel Torres |  |

| 37' | Juan Fuenmayor |

| 34' · 69' · 76' · 86' | Luis Ovalle Luis Vargas Luis Melo Ynmer González |

| 86' | Luis Ovalle |

| Principal  | José Hoyos   |
| Asistentes | Tulio Moreno |
|            | Juan Farfan  |
| Cuarto     | José Márquez |

|  |                   |   |    |
|  | Tiros             | 8 | 5  |
|  | Tiros a puerta    | 4 | 1  |
|  | Faltas            | 8 | 13 |
|  | Saques de esquina | 1 | 5  |

| 35    | Guardameta     | Renny Vega       |    |
| 6     | Defensa        | Johnny Mirabal   |    |
| 14    | Defensa        | Édgar Mendoza    |    |
| 13    | Defensa        | Juan Fuenmayor   |    |
| 19    | Defensa        | Luis Mago        |    |
| 20    | Centrocampista | Ricardo Martins  | 55 |
| 33    | Centrocampista | Nestor Canelón   |    |
| 36    | Centrocampista | David Centeno    | 90 |
| 23    | Centrocampista | Manuel Medori    |    |
| 5     | Delantero      | Charlis Ortiz    |    |
| 32    | Delantero      | Julio Díaz       | 64 |
| D. T. | D. T.          | Nicolás Larcamon |    |

| 1     | Guardameta     | Carlos Salazar        |    |
| 22    | Defensa        | Ángel Faria           |    |
| 19    | Defensa        | Edwin Peraza          |    |
| 24    | Defensa        | Yordan Osorio         |    |
| 6     | Defensa        | Luis Ovalle           |    |
| 5     | Centrocampista | Luis Vargas           |    |
| 27    | Centrocampista | Luis Melo             |    |
| 21    | Centrocampista | Ricardo Clarke        | 80 |
| 23    | Centrocampista | Pedro Ramírez Paredes |    |
| 30    | Centrocampista | Yeferson Soteldo      | 88 |
| 10    | Delantero      | Gabriel Torres        | 82 |
| D. T. | D. T.          | Francesco Stifano     |    |

| 15 | Centrocampista | Emanuel Calzadilla | 55 |
| 25 | Centrocampista | Jholvis Acevedo    | 64 |
| 22 | Delantero      | Yohan Cumana       | 90 |

| 7  | Centrocampista | Ynmer González | 80 |
| 13 | Delantero      | César Martínez | 82 |
| 31 | Centrocampista | Ronaldo Lucena | 88 |

| 69' | Jholvis Acevedo |  |

| 74' (pen.) | Gabriel Torres |  |

| 37' | Juan Fuenmayor |

| 34' · 69' · 76' · 86' | Luis Ovalle Luis Vargas Luis Melo Ynmer González |

| 86' | Luis Ovalle |

| Principal  | José Hoyos   |
| Asistentes | Tulio Moreno |
|            | Juan Farfan  |
| Cuarto     | José Márquez |

|  |                   |   |    |
|  | Tiros             | 8 | 5  |
|  | Tiros a puerta    | 4 | 1  |
|  | Faltas            | 8 | 13 |
|  | Saques de esquina | 1 | 5  |

| 35    | Guardameta     | Renny Vega       |    |
| 6     | Defensa        | Johnny Mirabal   |    |
| 14    | Defensa        | Édgar Mendoza    |    |
| 13    | Defensa        | Juan Fuenmayor   |    |
| 19    | Defensa        | Luis Mago        |    |
| 20    | Centrocampista | Ricardo Martins  | 55 |
| 33    | Centrocampista | Nestor Canelón   |    |
| 36    | Centrocampista | David Centeno    | 90 |
| 23    | Centrocampista | Manuel Medori    |    |
| 5     | Delantero      | Charlis Ortiz    |    |
| 32    | Delantero      | Julio Díaz       | 64 |
| D. T. | D. T.          | Nicolás Larcamon |    |

| 1     | Guardameta     | Carlos Salazar        |    |
| 22    | Defensa        | Ángel Faria           |    |
| 19    | Defensa        | Edwin Peraza          |    |
| 24    | Defensa        | Yordan Osorio         |    |
| 6     | Defensa        | Luis Ovalle           |    |
| 5     | Centrocampista | Luis Vargas           |    |
| 27    | Centrocampista | Luis Melo             |    |
| 21    | Centrocampista | Ricardo Clarke        | 80 |
| 23    | Centrocampista | Pedro Ramírez Paredes |    |
| 30    | Centrocampista | Yeferson Soteldo      | 88 |
| 10    | Delantero      | Gabriel Torres        | 82 |
| D. T. | D. T.          | Francesco Stifano     |    |

| 15 | Centrocampista | Emanuel Calzadilla | 55 |
| 25 | Centrocampista | Jholvis Acevedo    | 64 |
| 22 | Delantero      | Yohan Cumana       | 90 |

| 7  | Centrocampista | Ynmer González | 80 |
| 13 | Delantero      | César Martínez | 82 |
| 31 | Centrocampista | Ronaldo Lucena | 88 |

| 69' | Jholvis Acevedo |  |

| 74' (pen.) | Gabriel Torres |  |

| 37' | Juan Fuenmayor |

| 34' · 69' · 76' · 86' | Luis Ovalle Luis Vargas Luis Melo Ynmer González |

| 86' | Luis Ovalle |

| Principal  | José Hoyos   |
| Asistentes | Tulio Moreno |
|            | Juan Farfan  |
| Cuarto     | José Márquez |

|  |                   |   |    |
|  | Tiros             | 8 | 5  |
|  | Tiros a puerta    | 4 | 1  |
|  | Faltas            | 8 | 13 |
|  | Saques de esquina | 1 | 5  |

### Vuelta
| 1     | Guardameta     | Carlos Salazar        |    |
| 22    | Defensa        | Ángel Faria           |    |
| 24    | Defensa        | Yordan Osorio         |    |
| 19    | Defensa        | Edwin Peraza          |    |
| 7     | Defensa        | Ynmer González        |    |
| 5     | Centrocampista | Luis Vargas           |    |
| 27    | Centrocampista | Luis Melo             |    |
| 21    | Centrocampista | Ricardo Clarke        | 87 |
| 23    | Centrocampista | Pedro Ramírez Paredes | 82 |
| 30    | Centrocampista | Yeferson Soteldo      | 65 |
| 10    | Delantero      | Gabriel Torres        |    |
| D. T. | D. T.          | Francesco Stifano     |    |

| 35    | Guardameta     | Renny Vega        |    |
| 6     | Defensa        | Johnny Mirabal    |    |
| 14    | Defensa        | Édgar Mendoza     |    |
| 13    | Defensa        | Juan Fuenmayor    |    |
| 19    | Defensa        | Luis Mago         |    |
| 6     | Centrocampista | Diego Araguainamo |    |
| 33    | Centrocampista | Néstor Canelón    |    |
| 36    | Centrocampista | David Centeno     | 55 |
| 23    | Centrocampista | Manuel Medori     | 65 |
| 5     | Delantero      | Charlis Ortiz     |    |
| 32    | Delantero      | Julio Díaz        | 48 |
| D. T. | D. T.          | Nicolás Larcamon  |    |

| 3  | Defensa        | Ronald Hernández | 65 |
| 11 | Centrocampista | Johan Moreno     | 82 |
| 13 | Delantero      | César Martínez   | 87 |

| 12 | Delantero      | Jholvis Acevedo | 48 |
| 10 | Centrocampista | Rolando Escobar | 55 |
| 22 | Delantero      | Yohan Cumana    | 65 |

| 17' · 39' · 59' | Yeferson Soteldo Gabriel Torres |  |

| 77' | Charlis Ortiz |  |

| 5' · 73' · 80' | Luis Melo Yeferson Soteldo Carlos Salazar |

| 7' · 43' · 71' | Johnny Mirabal Luis Mago Juan Fuenmayor |

| 41' | Johnny Mirabal |

| Principal  | Jesús Valenzuela |
| Asistentes | Calos López      |
|            | Jorge Urrego     |
| Cuarto     | Ramón Ortega     |

| 1     | Guardameta     | Carlos Salazar        |    |
| 22    | Defensa        | Ángel Faria           |    |
| 24    | Defensa        | Yordan Osorio         |    |
| 19    | Defensa        | Edwin Peraza          |    |
| 7     | Defensa        | Ynmer González        |    |
| 5     | Centrocampista | Luis Vargas           |    |
| 27    | Centrocampista | Luis Melo             |    |
| 21    | Centrocampista | Ricardo Clarke        | 87 |
| 23    | Centrocampista | Pedro Ramírez Paredes | 82 |
| 30    | Centrocampista | Yeferson Soteldo      | 65 |
| 10    | Delantero      | Gabriel Torres        |    |
| D. T. | D. T.          | Francesco Stifano     |    |

| 35    | Guardameta     | Renny Vega        |    |
| 6     | Defensa        | Johnny Mirabal    |    |
| 14    | Defensa        | Édgar Mendoza     |    |
| 13    | Defensa        | Juan Fuenmayor    |    |
| 19    | Defensa        | Luis Mago         |    |
| 6     | Centrocampista | Diego Araguainamo |    |
| 33    | Centrocampista | Néstor Canelón    |    |
| 36    | Centrocampista | David Centeno     | 55 |
| 23    | Centrocampista | Manuel Medori     | 65 |
| 5     | Delantero      | Charlis Ortiz     |    |
| 32    | Delantero      | Julio Díaz        | 48 |
| D. T. | D. T.          | Nicolás Larcamon  |    |

| 3  | Defensa        | Ronald Hernández | 65 |
| 11 | Centrocampista | Johan Moreno     | 82 |
| 13 | Delantero      | César Martínez   | 87 |

| 12 | Delantero      | Jholvis Acevedo | 48 |
| 10 | Centrocampista | Rolando Escobar | 55 |
| 22 | Delantero      | Yohan Cumana    | 65 |

| 17' · 39' · 59' | Yeferson Soteldo Gabriel Torres |  |

| 77' | Charlis Ortiz |  |

| 5' · 73' · 80' | Luis Melo Yeferson Soteldo Carlos Salazar |

| 7' · 43' · 71' | Johnny Mirabal Luis Mago Juan Fuenmayor |

| 41' | Johnny Mirabal |

| Principal  | Jesús Valenzuela |
| Asistentes | Calos López      |
|            | Jorge Urrego     |
| Cuarto     | Ramón Ortega     |

| 1     | Guardameta     | Carlos Salazar        |    |
| 22    | Defensa        | Ángel Faria           |    |
| 24    | Defensa        | Yordan Osorio         |    |
| 19    | Defensa        | Edwin Peraza          |    |
| 7     | Defensa        | Ynmer González        |    |
| 5     | Centrocampista | Luis Vargas           |    |
| 27    | Centrocampista | Luis Melo             |    |
| 21    | Centrocampista | Ricardo Clarke        | 87 |
| 23    | Centrocampista | Pedro Ramírez Paredes | 82 |
| 30    | Centrocampista | Yeferson Soteldo      | 65 |
| 10    | Delantero      | Gabriel Torres        |    |
| D. T. | D. T.          | Francesco Stifano     |    |

| 35    | Guardameta     | Renny Vega        |    |
| 6     | Defensa        | Johnny Mirabal    |    |
| 14    | Defensa        | Édgar Mendoza     |    |
| 13    | Defensa        | Juan Fuenmayor    |    |
| 19    | Defensa        | Luis Mago         |    |
| 6     | Centrocampista | Diego Araguainamo |    |
| 33    | Centrocampista | Néstor Canelón    |    |
| 36    | Centrocampista | David Centeno     | 55 |
| 23    | Centrocampista | Manuel Medori     | 65 |
| 5     | Delantero      | Charlis Ortiz     |    |
| 32    | Delantero      | Julio Díaz        | 48 |
| D. T. | D. T.          | Nicolás Larcamon  |    |

| 3  | Defensa        | Ronald Hernández | 65 |
| 11 | Centrocampista | Johan Moreno     | 82 |
| 13 | Delantero      | César Martínez   | 87 |

| 12 | Delantero      | Jholvis Acevedo | 48 |
| 10 | Centrocampista | Rolando Escobar | 55 |
| 22 | Delantero      | Yohan Cumana    | 65 |

| 17' · 39' · 59' | Yeferson Soteldo Gabriel Torres |  |

| 77' | Charlis Ortiz |  |

| 5' · 73' · 80' | Luis Melo Yeferson Soteldo Carlos Salazar |

| 7' · 43' · 71' | Johnny Mirabal Luis Mago Juan Fuenmayor |

| 41' | Johnny Mirabal |

| Principal  | Jesús Valenzuela |
| Asistentes | Calos López      |
|            | Jorge Urrego     |
| Cuarto     | Ramón Ortega     |

| 1     | Guardameta     | Carlos Salazar        |    |
| 22    | Defensa        | Ángel Faria           |    |
| 24    | Defensa        | Yordan Osorio         |    |
| 19    | Defensa        | Edwin Peraza          |    |
| 7     | Defensa        | Ynmer González        |    |
| 5     | Centrocampista | Luis Vargas           |    |
| 27    | Centrocampista | Luis Melo             |    |
| 21    | Centrocampista | Ricardo Clarke        | 87 |
| 23    | Centrocampista | Pedro Ramírez Paredes | 82 |
| 30    | Centrocampista | Yeferson Soteldo      | 65 |
| 10    | Delantero      | Gabriel Torres        |    |
| D. T. | D. T.          | Francesco Stifano     |    |

| 35    | Guardameta     | Renny Vega        |    |
| 6     | Defensa        | Johnny Mirabal    |    |
| 14    | Defensa        | Édgar Mendoza     |    |
| 13    | Defensa        | Juan Fuenmayor    |    |
| 19    | Defensa        | Luis Mago         |    |
| 6     | Centrocampista | Diego Araguainamo |    |
| 33    | Centrocampista | Néstor Canelón    |    |
| 36    | Centrocampista | David Centeno     | 55 |
| 23    | Centrocampista | Manuel Medori     | 65 |
| 5     | Delantero      | Charlis Ortiz     |    |
| 32    | Delantero      | Julio Díaz        | 48 |
| D. T. | D. T.          | Nicolás Larcamon  |    |

| 3  | Defensa        | Ronald Hernández | 65 |
| 11 | Centrocampista | Johan Moreno     | 82 |
| 13 | Delantero      | César Martínez   | 87 |

| 12 | Delantero      | Jholvis Acevedo | 48 |
| 10 | Centrocampista | Rolando Escobar | 55 |
| 22 | Delantero      | Yohan Cumana    | 65 |

| 17' · 39' · 59' | Yeferson Soteldo Gabriel Torres |  |

| 77' | Charlis Ortiz |  |

| 5' · 73' · 80' | Luis Melo Yeferson Soteldo Carlos Salazar |

| 7' · 43' · 71' | Johnny Mirabal Luis Mago Juan Fuenmayor |

| 41' | Johnny Mirabal |

| Principal  | Jesús Valenzuela |
| Asistentes | Calos López      |
|            | Jorge Urrego     |
| Cuarto     | Ramón Ortega     |

| Campeón                                                      |
| Zamora FC 5º torneo corto Clasifica a Copa Libertadores 2017 |

## Tabla de Goleadores
| Gabriel Torres                            | Zamora FC              | 22 |
| José Miguel Reyes                         | Deportivo Táchira      | 12 |
| Johan Arrieche                            | Mineros de Guayana     | 11 |
| Miguel Camargo                            | Mineros de Guayana     | 10 |
| Richard Blanco                            | Mineros de Guayana     | 8  |
| Juan García                               | Estudiantes de Caracas | 8  |
| Víctor Renteria                           | Ureña SC               | 8  |
| Aquiles Ocanto                            | Carabobo FC            | 8  |
| James Cabezas                             | Trujillanos FC         | 8  |
| Tulio Etchemaite                          | Deportivo Lara         | 7  |
| Gustavo Páez                              | Estudiantes de Mérida  | 7  |
| Última actualización: 19 de mayo de 2016. |                        |    |

### Público
| Zamora Fútbol Club      | 39.984  | 5.712 | 7   |
| Deportivo Táchira       | 37.127  | 4.640 | 8   |
| Zulia Fútbol Club       | 28.965  | 4.137 | 7   |
| Deportivo Anzoategui    | 28.220  | 4.031 | 7   |
| Caracas Fútbol Club     | 22.883  | 3.269 | 7   |
| Mineros de Guayana      | 21.115  | 3.016 | 7   |
| Estudiantes de Mérida   | 19.970  | 2.852 | 7   |
| Monagas SC              | 19.364  | 2.766 | 7   |
| Estudiantes de Caracas  | 16.206  | 2.701 | 6   |
| Carabobo Fútbol Club    | 12.968  | 1.852 | 7   |
| Trujillanos Fútbol Club | 12.918  | 1.845 | 7   |
| Atlético Venezuela      | 10.322  | 1.474 | 7   |
| Deportivo La Guaira     | 8.797   | 1.256 | 7   |
| Aragua Fútbol Club      | 7.105   | 1.184 | 6   |
| Llaneros de Guanare     | 8.307   | 1.038 | 8   |
| Deportivo JBL del Zulia | 6.921   | 988   | 7   |
| Ureña SC                | 6.140   | 879   | 6   |
| Portuguesa F.C.         | 5.297   | 756   | 7   |
| Deportivo Lara          | 4.441   | 740   | 6   |
| Petare Fútbol Club      | 2.553   | 364   | 7   |
| Primera División        | 315.986 | 2.065 | 153 |